# Josivara
Josivara (吉原) egy híres piros-lámpás negyed (遊廓,遊郭 júkaku) volt Edóban (江戸時代), Japán fővárosában, a mai Tokióban ( 東京).
A 17. század elején Kiotóban (京都市), Edoban és Oszakában (大阪市) elterjedt volt a férfi és női prostitúció. Ennek visszaszorítására, a sógun, Tokugava Hidetada (徳川 秀忠) rendelete a prostitúciót kijelölt városnegyedekre korlátozta. Ezek a negyedek voltak Kiotóban Simabara (嶋原) (1640), Oszakában Sinmacsi  (新町) (1624-1644), és Edoban Josivara (1617).

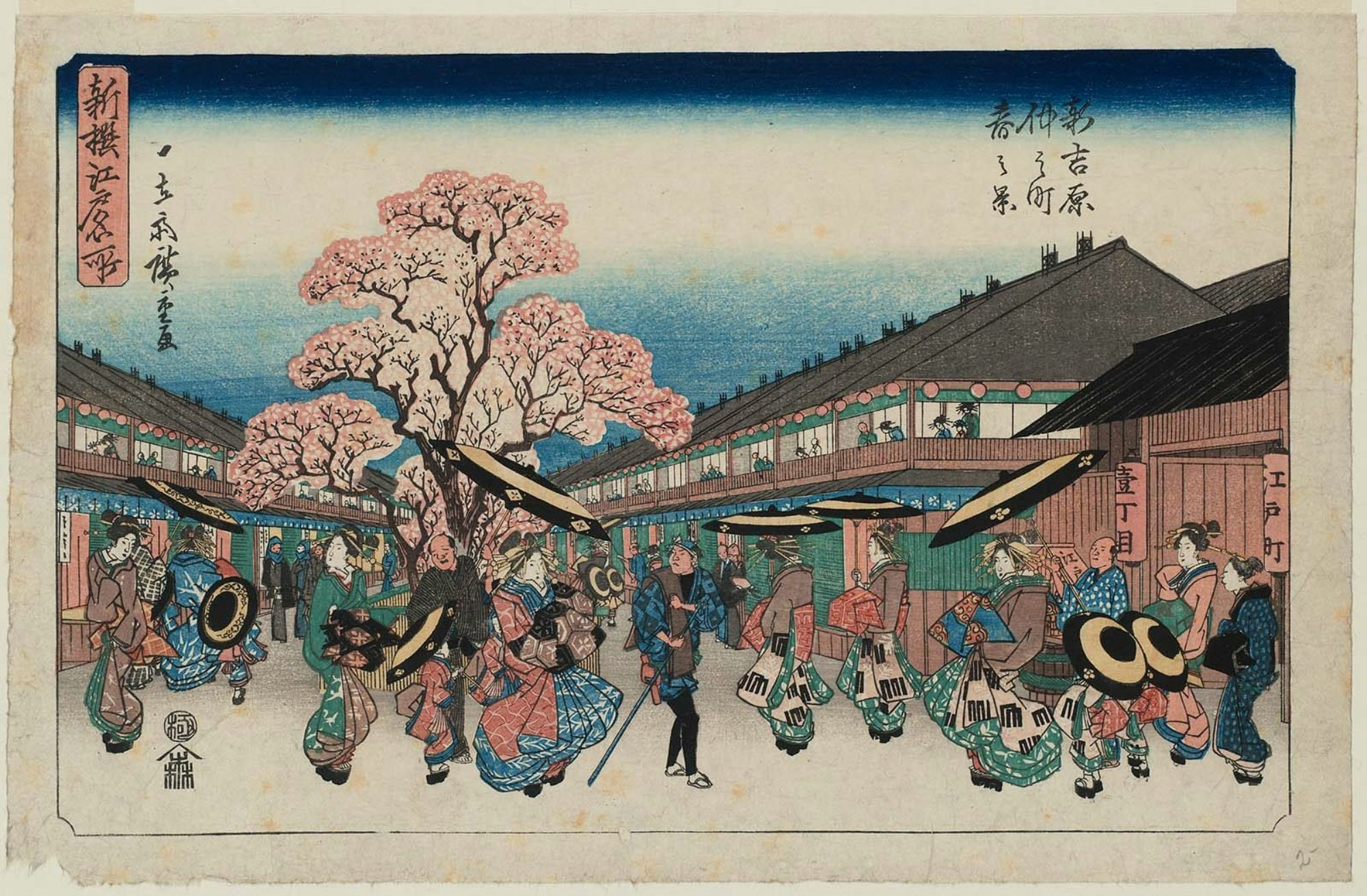
Tavaszi életkép - Új Josivara

## Történelem
Josivarát Edo városában hozták létre, nem messze attól a helytől, amit ma Nihonbasinak (日本橋) neveznek. Közel helyezkedett el a forgalmas Tókaidóhoz (東海堂), akkoriban egyik legfontosabb szárazföldi útvonalhoz, ami Japán nyugati részén keresztülfutva vezetett Kiotó nyugati oldalához. 1656-ban, ahogy a város nőtt és egyre több területre volt szüksége, a kormány úgy döntött lépéseket tesz Josivara áthelyezésére (oda, ahol ma is megtalálható), Aszakusza (浅草) északi részére a város szélén.
Az 1657-es Meireki tűzvészben (明暦の大火 Meireki no taika) a régi Josivara leégett a város nagy részével együtt. Újraépítették az új helyen és a nevét Új Josivarára (新吉原 Sin Josivara) változtatták. (A régi negyed elnevezése Eredeti Josivara (元吉原 Moto Josivara) volt.) Idővel a sin előtagot elhagyták, és csak simán Josivara néven terjedt el.
Josivara körülbelül 1.750 nőnek adott otthont a 18. században, 1893-ra pedig ez a szám 9.000 fölé emelkedett. Legtöbbjüket a szüleik adták be 7-12 éves korukban bordélyházakba. A szerencsések egy magas rangú kurtizán tanítványai lehettek, és amikor egy lány elérte a megfelelő kort, és befejezte a tanulmányait, elkezdhetett ő is kurtizánként dolgozni, és felfelé küzdeni magát a ranglétrán. A fiatal nők általában 5-10 évre kötöttek szerződést a bordélyházzal.

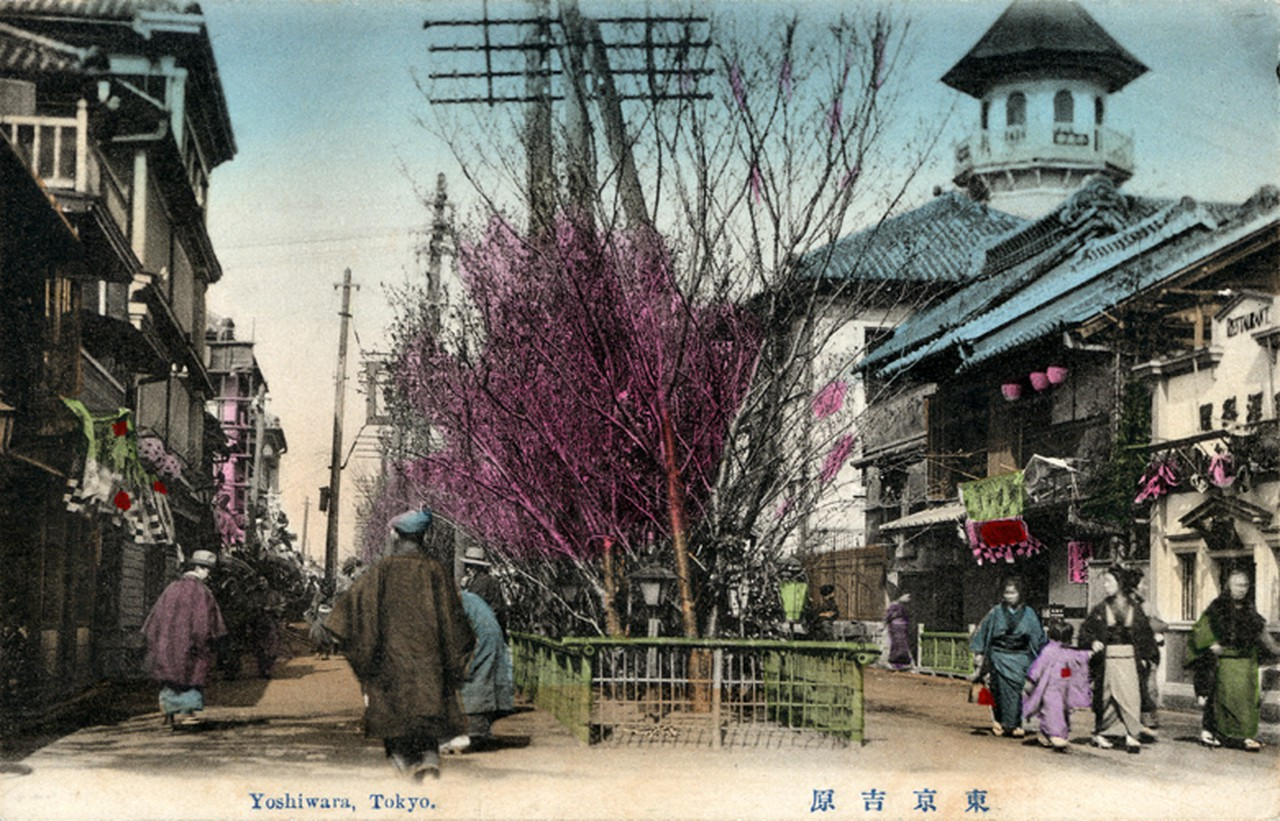
Josivarai képeslap, Taisó-kor

Az egyik módja, hogy egy nő kiszabaduljon Josivarából az volt, ha egy gazdag ember megvásárolta a szerződését a bordélytól, és maga mellé vette feleségnek, vagy ágyasnak, ugyanis akkoriban nem volt lenézendő dolog, ha valaki kurtizánt vett feleségül. A másik lehetőség az volt, hogy ha a hölgy elég tehetségesnek bizonyult, a megkeresett pénzzel megvásárolhatta saját szabadságát. Bár ez nem volt gyakori eset, ugyanis néha olyan hatalmas volt az adósságuk a ház felé, hogy nem tudtak onnan elszakadni, és életük végéig törleszthettek. Sok nő szenvedett szifiliszben, és halt meg különböző szexuális úton terjedő betegségben, vagy félresikerült abortusz miatt, mielőtt még teljesíthette volna a szerződésben leírtakat.
A társadalmi osztályok Josivarában nem különültek el élesen egymástól, például egy közember (akinek elég pénze volt) ugyanolyan kiszolgálásban részesült, mint egy szamuráj. Az egyetlen követelmény a szamurájokkal szemben az volt, hogy Josivarába nem vihettek fegyvert. Egy másik törvény pedig kimondta, hogy egyszerre csak egy napot és éjszakát lehet maradni, de mint ahogy Josivara többi szabálya, ez is ritkán volt betartatva.
Idővel a terület kiemelkedő kereskedő negyeddé vált. A városrészben a divat gyakran változott, és ezzel megnőtt az igény a kereskedőkre és kézművesekre. A hagyomány szerint a prostituáltak csak egyszerű kék köntöst viselhettek, de ezt ritkán tartották be. A magas rangú hölgyek, gyakran a legújabb divat szerint, világos, színes selyem kimonókba öltözködtek, és drága, bonyolult frizurákat viseltek. A divat annyira fontos volt Josivarában, hogy gyakran ez határozta meg az új divatot egész Japánban.
A terület súlyos károkat szenvedett az 1913-as tűzben, majd majdnem a földig rombolta az 1923-as földrengés. A terület ezek után is folytatta a tevékenységét, mindaddig, amíg 1958-ban, a II. világháború után a japán kormány be nem tiltotta.
Edo ma már Tokió, és a prostitúció illegális. Bár érdekesség, hogy a prostitúció fogalma nem foglalja magába azt a megállapodást, ami egy férfi és egy nő között köttetik a bordélyban, így ez nem is büntethető.

## Emberek és szolgáltatások

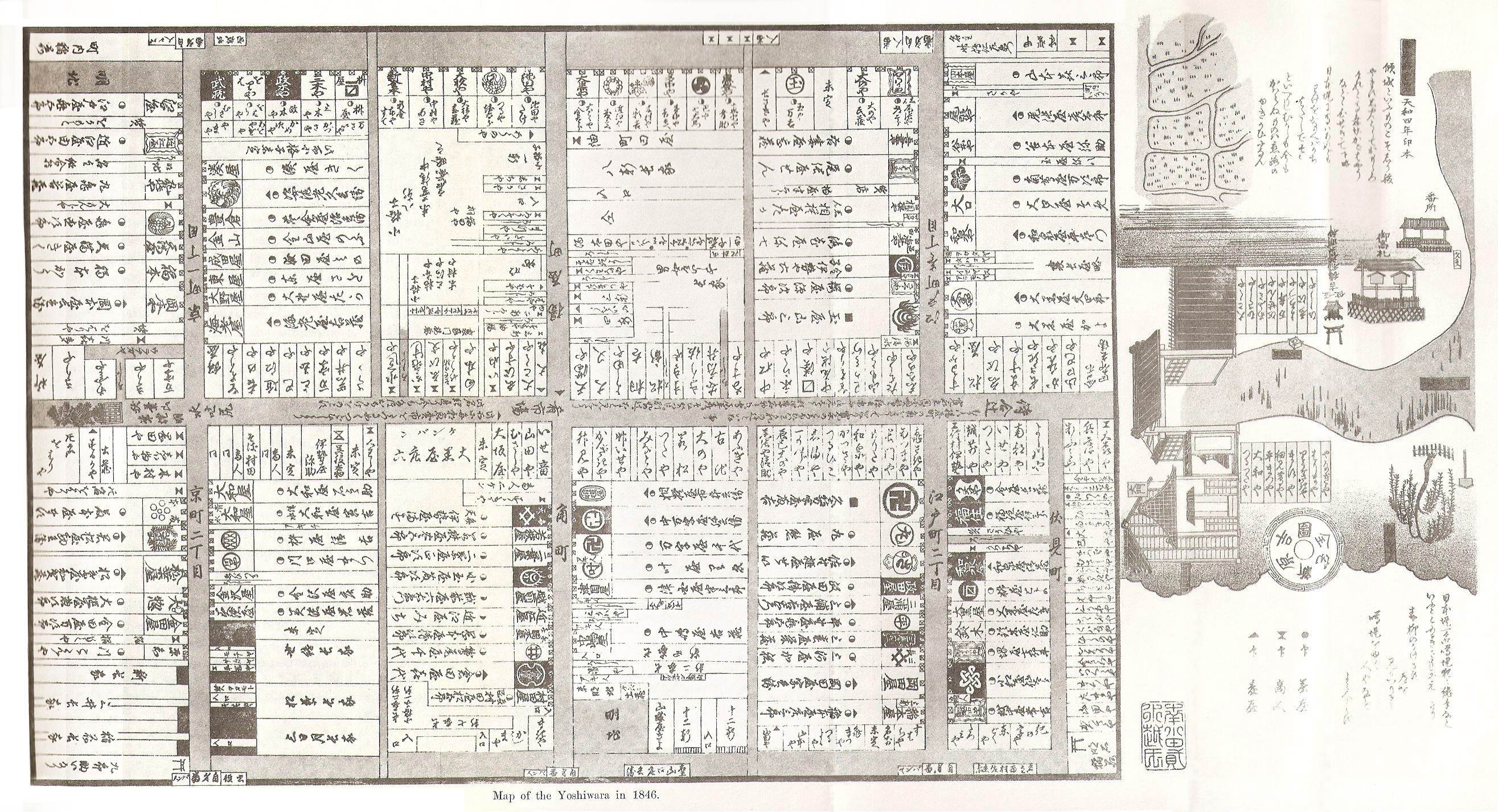
Térkép Josivaráról 1846-ból

Aki a mizu sóbai (水商売) részese szeretett volna lenni, az itt megtalálhatott mindent, ami hozzá tartozott. Komédiásokat, kabukit (歌舞伎), táncosokat, piperkőcöket, a teaházak lányait, festőművészeket, kurtizánokat, akik a zöld házakban (青楼 szeiró) laktak, és gésákat az okijákban (置き屋).
Egy kurtizán létnek a következő fokozatai voltak: prostituált (遊女 júdzso), tanonc (kamuro), végzős tanonc (新造 sinzó), alacsony rangú kurtizán (hasi-dzsóro), a tajú (太夫) alatti magas rangú kurtizán (kósi-dzsóro), magas rangú kurtizán (tajú) (花魁 oiran), és az oiran idősebb kísérője (遣り手 jarite).
A kurtizánok mellett megtalálhatóak voltak még a gésák vagy geikok (芸子), a tanoncaik (舞子 maiko), a férfi gésák (男芸者 otoko gésa), a gésák mecénásai (旦那 danna), és a gésa teaház működtetői (お母さん okaaszan). A kurtizánoktól eltérően, egy gésának soha nem kellett szexuális viszonyba kerülnie az ügyféllel (persze voltak kivételek).

## Josivara napjainkban
Ma Josivara nagyjából a Kókió Taitó-ku Szenzoku 4 Csóme (東京都台東区千束４丁目) területén helyezkedik el. Első pillantásra nem sokban különbözik Tokió többi modern városrészétől, de mivel régebben rengeteg kereskedelmi létesítmény épült a szexiparra még a mai napig ránkmaradt Josivara néhány öröksége.

## Fordítás
- Ez a szócikk részben vagy egészben  a   Yoshiwara című angol Wikipédia-szócikk ezen változatának fordításán alapul.  Az eredeti cikk szerkesztőit annak laptörténete sorolja fel. Ez a jelzés csupán a megfogalmazás eredetét és a szerzői jogokat jelzi, nem szolgál a cikkben szereplő információk forrásmegjelöléseként.

## További információ
- Információk és képek Josivaráról
- Képek és információk
- The Glittering World of the Japanese Courtesan?
- What was the Yoshiwara District? – Honolulu Museum of Art
- The Social Structure of the Yoshiwara Before 1750 – Honolulu Museum of Art
- The Social Structure of the Yoshiwara After the 1760s – Honolulu Museum of Art
- The Gentrification of the Yoshiwara – Honolulu Museum of Art